# The Importance of Being Earnest

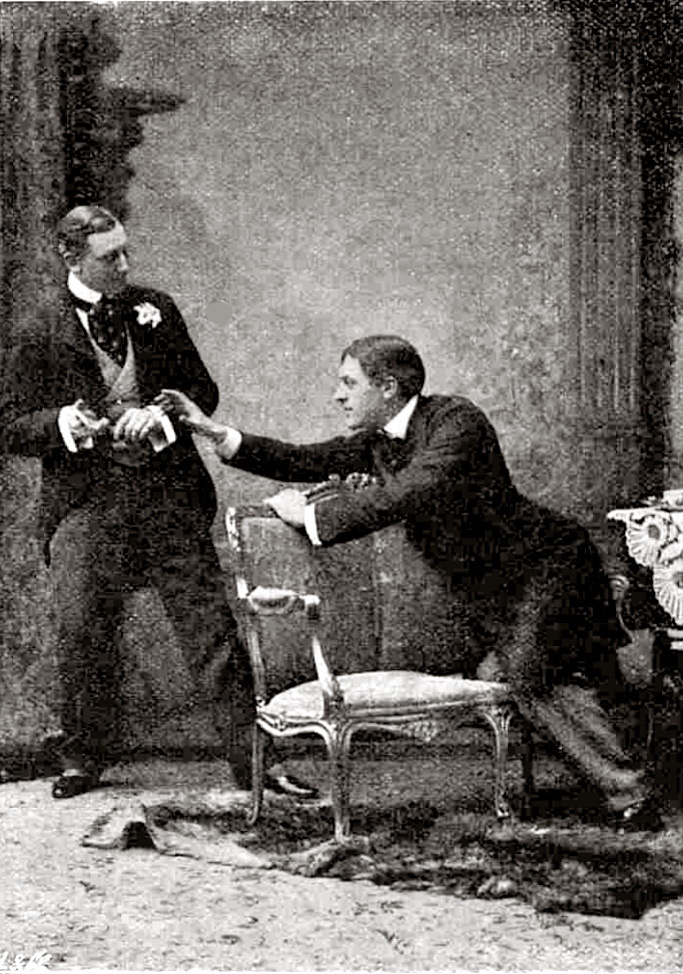
The Importance of Being Earnest, Fotografie der Originalinszenierung (1895)

The Importance of Being Earnest (deutscher Titel: Ernst sein ist alles oder Bunbury) ist eine Komödie in drei Akten von Oscar Wilde, uraufgeführt am 14. Februar 1895 im Londoner St. James Theatre in einer Inszenierung von George Alexander. Es existiert zudem eine vieraktige Vorfassung, die zu Wildes Lebzeiten nie gespielt wurde, die aber der ersten deutschen Übersetzung des Stoffes zugrunde liegt.
Der Originaltitel des Stückes (ins Deutsche am ehesten mit Die Wichtigkeit, ernst zu sein zu übersetzen) beruht auf einem Wortspiel: „Earnest“ bedeutet „aufrichtig“, was in der deutschen Übersetzung mit „Ernst“/„ernst“ nur unzureichend wiedergegeben ist, gleichzeitig spielt der Vorname „Ernest“ eine zentrale Rolle in der Geschichte.
Die Komödie gehört zu den erfolgreichen Dramen Wildes, in denen er geistreich und ironisierend die Herren und Damen der Oberschicht attackierte, ohne jedoch ihr parasitäres Leben grundsätzlich in Frage zu stellen. Wilde selbst betrachtete Bunbury als seine beste Komödie.

## Inhalt
Die zwei englischen Gentlemen Algernon und Jack sind Lebemänner und geben sich in ihrer Freizeit dem Vergnügen hin. Um diese Leidenschaft mit ihren gesellschaftlichen Verpflichtungen zu vereinen, haben beide eine Ausrede erfunden: Algernon erfindet einen kranken Freund namens Bunbury, um ab und zu auf das Land fahren zu können, und Jack gibt vor, sich um seinen liederlichen Bruder Ernest (in der deutschen Übersetzung Ernst) kümmern zu müssen, um ab und zu in die Stadt kommen zu können.
Jack, der sich in der Stadt immer als sein Bruder Ernest ausgibt, verliebt sich in Algernons Cousine Gwendolen und macht ihr einen Heiratsantrag. Diese bezeichnet es als ihr Lebensziel, jemanden zu heiraten, der Ernest heißt.
Algernon besucht das Landhaus von Jack unter der falschen Behauptung, Jacks Bruder Ernest zu sein. Dabei verliebt er sich in Jacks Mündel Cecily. Auch sie hält den Namen Ernest für eine unbedingt notwendige Voraussetzung für ihren zukünftigen Mann.
Algernons Tante Augusta ist absolut gegen eine Heirat ihrer Tochter mit Jack, nachdem sie erfahren hat, dass Jack Vollwaise ist und als Säugling auf dem Londoner Bahnhof Victoria in einer Reisetasche gefunden wurde.
Einer Hochzeit ihres Neffen Algernon mit Cecily stimmt sie jedoch zu, nachdem sie von deren recht stattlichem Vermögen gehört hat. Jack will aber seine Einwilligung nur geben, wenn er im Gegenzug Gwendolen heiraten kann.
Es stellt sich heraus, dass Cecilys Gouvernante Miss Prism vor vielen Jahren den Bruder von Algernon in einer Handtasche aus Versehen am Bahnhof zurückließ. Dabei wird schließlich klar, dass das Findelkind Jack dieser Säugling war, und er somit Algernons älterer Bruder ist. Weiter stellt sich heraus, dass Jack in Wirklichkeit nach seinem leiblichen Vater Ernest John benannt wurde. Jack hat die ganze Zeit, ohne es zu wissen, doch die Wahrheit gesagt.
Zur Erläuterung: Jack ist im Englischen eine Slangform von John. Somit wird aus Jack Ernest John, der „wahrhaftige John“ – ein Wortspiel.

## Verfilmungen (Auswahl)
- 1952: Ernst sein ist alles, Regie: Anthony Asquith
- 1976: Keine Hochzeit ohne Ernst, (Fernsehen der DDR), Regie: Kurt Jung-Alsen, u. a. mit Renate Blume, Ezard Haußmann, Rolf Herricht und Inge Keller
- 1979: Jak je důležité míti Filipa, die tschechische Version von The Importance of Being Earnest (Fernsehen der ČSSR), Regie: Jiří Bělka, mit Josef Abrhám, Jaromír Hanzlík, Nada Konvalinková, Libuše Šafránková (Gwendolen Fairfax), Stella Zázvorková, Zdena Hadrbolcová, Lubomír Kostelka, Svatopluk Beneš
- 1992: The Importance of Being Earnest, Regie: Kurt Baker
- 2002: Ernst sein ist alles, Regie: Oliver Parker
- 2011: The Importance of Being Earnest, TV-Film, Regie: Brian Bedford, David Stern

Eine Comic-Fassung mit den Disney-Figuren Donald Duck und seinen Freunden ist enthalten im Lustigen Taschenbuch, Band 209 (1995).

## Musikalische Bearbeitungen
- 1927: Oh Earnest, amerikanisches Musical[1]
- 1960er Jahre: Ernest in Love, Off-Broadway-Musical mit Texten von Anne Croswell und Musik von Lee Pockriss[1]
- 1963: Erik Chisholm: The Importance of Being Earnest, „Comic opera“ in drei Akten[2]
- 1965: Bunbury. Komödie für Sänger in drei Akten. Musik: Paul Burkhard, Buch: Hans Weigel. Uraufführung: 7. Oktober 1965, Theater Basel[3]
- 1964: Gerd Natschinski: Mein Freund Bunbury, Musical, Uraufführung am Metropol-Theater, Ost-Berlin[1]
- 2011: Gerald Barry: The Importance of Being Earnest, Oper in drei Akten, Uraufführung in der Walt Disney Concert Hall, Los Angeles[1]

## Hörspiele
- 1925: Bunbury – Bearbeitung: Hans Bodenstedt, Regie: Hermann Beyer, mit Friedrich Siems (Algernon Moncrief), Reinhold Lütjohann (John Worthing), Karl Pündter (Rev. Canon Chaunuble), Hans Freundt (Merriman, Diener), Irene Rafael (Lady Brackwell), Käthe Schmidt-Steiner (Gwendolen Fairfax, deren Tochter), Käthe Franck-Witt (Cecil Cardew), Lotte Schloß (Miss Prism, Gouvernante) (NORAG)
- 1947: Bunbury – Bearbeitung und Regie: Alfred Schulz-Escher (HR)
- 1948: Wie wichtig ist es, ernst zu sein – Bearbeitung und Regie: Helmut Brennicke, mit Axel von Ambesser, Otto Arneth, Alice Verden, Ursula Traun-Lieb, Rosemarie Lang, Maria Stadler, Ernst Schlott (BR)
- 1949: Bunbury – Komposition: Karl Sczuka, Bearbeitung und Regie: Karl Peter Biltz, mit Horst Uhse (Algernon Montfort), Alexander Hegarth (John Worthing), Günther Vulpius (Dr. Chasuble), Benno Schurr (Merriman), Claire Ruegg (Lady Bracknell), Margot Teichmann (Gwendolen), Margot Müller (Cecily), Anette Roland (Miss Prism) (SWF)
- 1955: Bunbury – Komposition: Herbert Jarczyk, Bearbeitung: Hartmann Goertz, Regie: Heinz-Günter Stamm, mit Fritz Benscher (Der Conférencier), Martin Benrath (Algernon Moncrief), Gert Westphal (John Worthing), Kurt Horwitz (Pastor Dr. Chasuble), Joachim Teege (Lane, Kammerdiener), Leo Siedler (Merriman, Diener), Isebill Sturm (Lady Bracknell), Dagmar Altrichter (Gwendolene Fairfax), Elisabeth Wiedemann (Cecily Cardew), Annemarie Holtz (Miss Prism) (BR)
- 1970: Bunbury – Komposition: Franz Grothe und Willi Dehmel, Regie: Ferry Bauer, mit Karl Heinz Köhn, Elfriede Goetz-Huber, Hans Gratzer, Otto Hans Meinecke, Susi Nicoletti, Kunibert Gensichen, Helga Fellerer, Albert Rueprecht und Gerlinde Locker (ORF Oberösterreich)
- 1975: Bunbury – Bearbeitung und Regie: Klaus Gmeiner, mit Heinz Ehrenfreund (John Worthing), Michael Heltau (Algernon Moncrief), Erik Frey (Kanonikus Chasuble), Susi Nicoletti (Lady Bracknell), Elfriede Kuzmany (Miss Prism), Uta Maria Schütze (Komtesse Gwendolen), Michael Kiurina (Merriman, Butler), Hubert Berger (Lane, Diener) (ORF/SFB)

## Deutsche Alternativtitel
Das im deutschsprachigen Raum zumeist als Bunbury bekannte Stück existiert in zahlreichen deutschen Übersetzungen, Übertragungen und Fassungen, die sich in der Titelgebung zum Teil unterscheiden:
- Bunbury – Es ist wichtig, Ernst/ernst zu sein
- Bunbury – Ernst sein ist wichtig. Eine triviale Komödie für ernsthafte Leute. Vollständige Neuübersetzung Rainer Kohlmayer[4]
- Ernst sein! Eine triviale Komödie für seriöse Leute; Übersetzung Hermann von Teschenberg (1910)
- Ernst sein ist alles
- Ernst und seine tiefere Bedeutung, Komödie in 4 Akten; Deutsch von Bernd Eilert[5]
- Bunbury. Übers. Rainer Kohlmayer, Reclam Taschenbuch
- Bunbury oder Ernst muss man sein, Eine triviale Komödie für ernsthafte Leute von Oscar Wilde nach einer Bearbeitung von Jean Anouilh, ins Deutsche übertragen von Franz Geiger; Fernsehinszenierung[6]
- Bunbury oder Ernst sein ist alles; deutsch von Peter Torberg[7].
- Bunbury oder Die Bedeutung, Ernst zu sein
- Bunbury oder Die Kunst, ernst zu sein
- Bunbury oder Von der Notwendigkeit, ernst zu sein
- Bunbury oder Wie wichtig es ist, Ernst zu sein, ein leichtes Stück für ernste Leute; Übersetzer: Christine Hoeppener
- Ernst ist das Leben. Bunbury. Deutsche Fassung von Elfriede Jelinek nach einer Übersetzung von Karin Rausch (2004)[8]
- Keine Hochzeit ohne Ernst, Fernsehinszenierung; Übersetzung und Bearbeitung Kurt Jung-Alsen